# (14392) 1990 RS6
(14392) 1990 RS6 là một tiểu hành tinh vành đai chính. Nó được phát hiện bởi Henri Debehogne ở Đài thiên văn La Silla ở Chile ngày 11 tháng 9 năm 1990.